# (607) Jenny
(607) Jenny es un asteroide perteneciente al cinturón de asteroides descubierto el 18 de septiembre de 1906 por August Kopff desde el observatorio de Heidelberg-Königstuhl, Alemania.
Está nombrado en honor de Jenny Adolﬁne Kessler, esposa de un amigo del descubridor.